# Elivélton
Elivélton, właśc. Alves Rufino Elivélton (ur. 31 lipca 1971 w Serrânia) – piłkarz brazylijski, występujący podczas kariery na pozycji ofensywnego pomocnika.

## Kariera klubowa
Karierę piłkarską Elivélton zaczął w klubie São Paulo FC w 1990 roku. W klubie z São Paulo FC grał do 1993. Podczas tego okresu zdobył z São Paulo FC mistrzostwo stanu São Paulo – Campeonato Paulista w 1991, 1992, mistrzostwo Brazylii 1991, 1992, Copa Libertadores 1992 i 1993 oraz Puchar Interkontynentalny 1992 po zwycięstwie nad FC Barcelona.
W 1993 wyjechał do nowo utworzonej japońskiej J-League, do klubu Nagoya Grampus Eight. Po powrocie do Brazylii w 1995 grał w Corinthians Paulista, z którym zdobył mistrzostwo stanu São Paulo – Campeonato Paulista w 1995. Następny rok spędził w lokalnym rywalu SE Palmeiras, z którym zdobył kolejne mistrzostwo stanu São Paulo – Campeonato Paulista w 1996. Rok 1997 spędził w Cruzeiro EC, z którym wygrał trzecie w swojej karierze Copa Libertadores 1997.
W kolejnych latach grał w: Vitória Salvador, Internacional Porto Alegre, Ponte Preta, São Caetano, EC Bahia i Uberlândia. W 2006 zdobył z Vitória Futebol Clube (ES) mistrzostwo stanu Espírito Santo – Campeonato Capixaba. Karierę zakończył we Francanie Franca w 2007.

## Kariera reprezentacyjna
W reprezentacji Brazylii Elivélton zadebiutował 30 października 1991 w meczu z reprezentacją Jugosławii. W 1993 został powołany na Copa América 1993, na których Brazylia odpadła w ćwierćfinale z reprezentacją Argentyny. Elivélton wystąpił w dwóch spotkaniach turnieju z reprezentacją Chile i reprezentacją Peru. Ostatnim meczem w reprezentacji było spotkanie z reprezentacją Meksyku 8 sierpnia 1993. Łącznie zagrał w barwach canarinhos 13 spotkań i zdobył 1 bramkę.